# Gra w budowę miasta

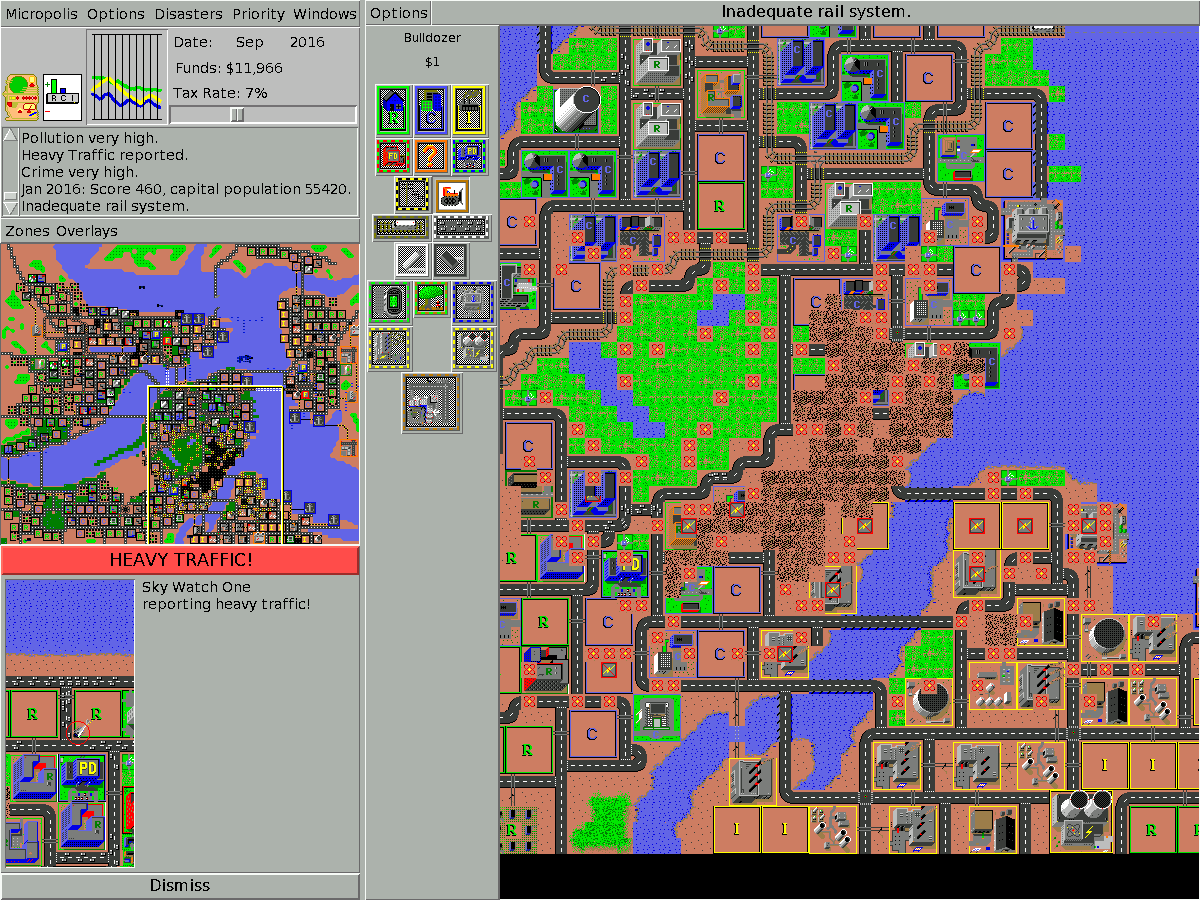
Zrzut ekranu z gry Micropolis, darmowej wersji SimCity

Gra w budowę miasta – gatunek gier komputerowych, w którym gracz pełni funkcję planisty i przywódcy miasta odpowiedzialnego za jego zarządzanie i rozwój. Produkcje tego typu łączą w sobie elementy gier ekonomicznych, strategicznych i symulacji. Do przedstawicieli gatunku zalicza się również gry, w których zarządza się imperium lub królestwem (np. Age of Empires, Majesty: Symulacja królestwa fantasy, Civilization), wyspą (np. Tropico, gdzie wyspa jest jednocześnie małym państwem) czy osadą (np. Banished). W grach polegających na budowie miast gracz z reguły obserwuje swoją metropolię w rzucie izometrycznym lub z góry.
Gracz wybiera rodzaje budynków i ich rozmieszczenie oraz zarządza rozmaitymi aspektami społeczno-gospodarczymi, takimi jak wysokość podatków, infrastruktura czy miejsca pracy. Gry w budowę miasta najczęściej nie posiadają fabuły samej w sobie, zamiast tego w trybie kampanii gracz otrzymuje określone zadania, takie jak np. zyskanie określonej liczby mieszkańców czy zlikwidowanie ryzyka wystąpienia katastrofy. Poza kampanią produkcje takie z reguły oferują również tryb gry swobodnej, w którym gracz nie musi wykonywać żadnych zadań, a jedynie zakłada i rozwija miasto od podstaw wedle własnego upodobania.
Za archetypową grę tego typu uznawane jest SimCity z 1989. Innymi przedstawicielami gatunku są m.in. Zeus: Pan Olimpu, Cities: Skylines oraz serie takie jak Anno, Cezar czy Twierdza.